# Do desejo
Do desejo (Del deseo) es un libro de poesía de Hilda Hilst, poeta, cronista y dramaturga brasileña, considerada por la crítica una de las escritoras en lengua portuguesa más importantes del siglo XX. La composición del poemario se sitúa entre 1986 y 1992, época de exploración de la trilogía pornográfica con ejemplares como O caderno rosa de Lori Lamby, y constituye una obra central de trabajo de subversión del lenguaje y de las nociones de deseo y erotismo, junto con la exploración de la relación entre los conceptos de lo alto y lo bajo Do desejo es la reunión de siete libros de Hilda Hilst: Do desejo (homónimo del título del conjunto), Da Noite, Amavisse, Via Espessa, Via Vazia (ambos títulos, estos últimos, que se encuentran en el original en el interior de Amavisse), Alcoólicas y Sobre a Tua Grande Face. Dispuestos no en orden cronológico, sino en un orden concebido por la propia escritora ofreciendo posibilidades originales de lectura. Do desejo representa un momento marcado en el recorrido de Hilda Hilst, un libro que, además de cubrir un significativo espacio de la trayectoria de la autora, concentra algunos de los temas, las inquietudes y los modos de expresión más característicos de toda su obra. Encontramos así en la obra una lírica intimista, existencial e interrogativa, cuyos primeros ejemplos modernos tendrían en los años 30 la poesía de Augusto Frederico Schmidt, Cecilia Meireles, Henriqueta Lisboa.

## Contexto
En el contexto del siglo XX, en que suceden una serie de transformaciones filosóficas y científicas que apuntan al fracaso de algunos de los pilares del proyecto civilizatorio moderno, principalmente aquellos enraizados en las conquistas de la razón ligada a la autonomía del sujeto, la obra de Hilst nos sirve como un ejemplo de la búsqueda incansable de lo que no se puede definir, del eterno enigma que, aunque insistentemente buscado, resiste a ser descifrado y manifiesta de modo muy incisivo un irrevocable deseo de comprensión. Do desejo se publica a finales del siglo XX, momento en que con la influencia de los cambios que se dan en la política tanto brasileña como internacional (el Diretas Já, la caída del muro de Berlín, la apertura de la Unión Soviética) se modifica el paradigma de pensamiento y acercamiento a la literatura. Las formas de la literatura comprometida de la década de 1960 dejan de ser un punto de partida, del mismo modo, que la poesía orientada hacia una visión estetizante marcada por una generación que idealizaba la "poesía pura" en un momento de conflictos políticos disgregadores no solo en el país, sino también en el panorama mundial. La literatura vuelve la mirada sobre sí misma, así como los autores, que se exploran para escribir con la mayor individualidad posible, aunque a su vez intentan hacerse cargo de las herencias de las vanguardias y el Modernismo brasileño. De esta manera, Hilst pertenece a la generación de autores frecuentemente designada como “emparedada” entre los ecos aún vibrantes del canon modernista, el radicalismo de vanguardias como la poesía concreta y el lirismo comprometido surgido bajo el impacto de la dictadura militar.
En los últimos años, los estudios de género, que traen al primer plano la producción de las escritoras, han impulsado el estudio de la subjetividad y la diferencia, en particular en el terreno de la poesía lírica. Entre las escritoras que privilegian la subjetividad, destaca la poesía de Adélia Prado, publicada en 1976 con el libro Bagaje, que se presenta como un contrapunto a la lírica de Hilst, al estar impregnada de lo sagrado. No obstante, se distancia de la poética hilstiana al privilegiar una perspectiva luminosa de la existencia frente a la concepción desgarrada de la vida por la incesante búsqueda de la elevación que vemos en Hilst.

## Resumen de la obra
Do desejo y Da noite componen la primera parte de la obra, aquella que reúne el material inédito hasta 1992, año de la primera publicación de Do desejo. Ambos están compuestos de diez partes y presentan, en muchos sentidos, una atmósfera temática y subjetiva similar. El cuestionamiento existencial forma el núcleo de la experiencia discursiva, en torno al cual se tejen las preguntas al respeto del paso del tiempo, del contacto con el otro y del sentido de las cosas, observadas siempre a partir de la intermediación del lenguaje. A continuación, ubicado en el centro del libro, se encuentra Amavisse, publicado anteriormente en 1989. Amavisse contiene en su interior otras dos secciones que se destacan en el poemario, Via espessa y Via vazia, y está construida por un total de 49 poemas que tratan desde la fragmentación de la identidad del sujeto y el deseo de retorno a un supuesto origen, hasta el desarrollo de la temática de la locura y la vena blasfema con la que se burla de la figura de Dios. Alcoólicas, publicado en 1990 y Sobre a tua grande face, de 1986, delimitan una tercera parte de la obra donde la temática del diálogo con Dios asume la forma más incisiva, recordando en algunos momentos una especie de oración invertida.

### Nivel formal
A nivel formal, la poesía de Hilst parece privilegiar ante todo el aspecto semántico del lenguaje, despojándose de modos de significación o de una estructura formal nítida. Hilst abandona definitivamente en Do Desejo, la métrica, privilegiando la fluctuación y la polirrítmia. Utilizando un verso particularmente largo en gran parte de las composiciones, la autora se aproxima a la prosa, entrando paradójicamente en contradicción con la propia temática de su poesía, donde la preocupación por los aspectos más prosaicos de la existencia estaría sujeta, la mayor parte de las veces, a la experiencia de situaciones límite y cuestiones esenciales. De esta manera combina el lenguaje directo, construido a partir de una sintaxis apropiada para la comunicación, con la palabra usada como fuente de misterio o núcleo polisémico.
Por otra parte, la crítica ha identificado que el proyecto literario de Hilst pone en práctica una poesía caracterizada por la relación indisociable entre la autobiografía y la construcción del objeto estético, en que se hace del poema un espacio de búsqueda y encuentro de identidades. De esta manera Hilst enfoca su obra hacia un nuevo contexto, repensando el valor de la obra literaria e impulsando una nueva mentalidad crítica.

### Nivel temático
Do desejo describe la revelación ante la Nada: destino y condenación de la existencia. Explicita el dilema de sentir una pasión voraz, dionisíaca, por la vida —presente, líquida— y el enhebrado ante la conciencia de saberse fugaz. En este conflicto, ella se adentrará en las vías del goce, de la locura, de la ebriedad buscando la afirmación de un sentido a la existencia para confrontar la Nada, contra la cual ella dispone solo del arma de la palabra poética, que transpone la temporalidad. Así, ella percibe impuesta la confrontación: la dualidad entre un cuerpo que se sabe orgánicamente falible y que busca una inmortalidad por medio del lenguaje, de la poesía que intenta transponer pensamientos y producir simbolismos que la elevan a la atemporalidad. Una relación condenada al conflicto y a la angustia, ya que incluso la palabra logrando elevarse a la eternidad depende de un cuerpo para ser dicha. A fin de cuentas, pues, la muerte vence siempre, no puede ser driblada.

#### La muerte
Alva Martínez Teixeiro explica que por oposición a la divinidad, que se manifiesta en una trascendencia extrínseca en relación con el hombre, la muerte se revela como una realidad inamovible e inmanente al ser humano. Hilst dice: "Un poeta y su muerte / Están vivos y unidos / En el mundo de los hombres". El yo lírico experimenta otra vía de relación con la omnipresente muerte centrada en el afecto y que articula la imaginación de la misma en un interesante desdoblamiento hacia el territorio amoroso, pues "no hay horror en la muerte hilstiana que ya no se haya convertido en una compañía íntima en la vida propia vida".

#### El deseo en Hilda Hilst
El conjunto de la obra hilstiana la temática erótica experimenta una evolución de tono. En sus primera obras, como Trovas de muito amor para um amado senhor (1960), parte de una poesía de dedicación lírica al amado inspirada en las cantigas medievales, y en su etapa de madurez el discurso desemboca en el ciclo obsceno, en la representación provocadora de la sexualidad, combinando sarcasmo, erotismo y humor. La poesía amorosa hilstiana, expresión de una pasión abrumadora en busca de la unidad tanto con el amado como con el Dios padre, fusiona esas dos representaciones del otro. 
Según Blumberg, podemos aplicar al "golpe pornográfico" de Hilda el concepto bakhtiniano de la carnavalización entendida como parodia y transgresión. El carnavalesco medieval se apropia de manera burlesca de los símbolos de las instancias opresoras (nobleza y clero), transgrediendo barreras sociales y morales a través de la risa liberadora. También Hilst se libera del peso del mundo con una risa sonora. Sin respuesta ni respaldo ante la crueldad divina (que tolera el sufrimiento en la tierra) y de la superficialidad humana (interesada exclusivamente en el propio placer), usa la obscenidad transgresora como instrumento de provocación y rama. Se apropia de diversos discursos filosófico-eróticos, así como de estereotipos pornográficos, y los deforma paródicamente. Hilda Hilst logra romper y transgredir conceptos y posturas que hasta entonces permanecían en el nivel de lo que es bajo y despreciable, a empezar por el uso del lenguaje que muchas veces choca al lector por la vulgaridad y la crudeza.

#### Dios y trascendencia
Pese a sus afinidades con retóricas claramente reconocibles como la de la mística o la confesión, los conflictos "trascendentes" que se plasman en la obra de Hilda Hilst se desmarcan del discurso de la devoción cristiana. A su vez la poética de Hilst se distancia del discurso de la razón instrumental. Así pues, se desmarca de las posiciones platónicas y del ideario de la salvación del alma al mismo tiempo que propone un desafío que estremece los fundamentos de la racionalidad. Veremos que Hilda, cuando trata a Dios, entra con libertad en este campo, buscando deshacer muchos misterios alrededor de lo divino. Vemos en sus versos como la poeta propone la idea de un Dios como un ser común, que no puede actuar en favor del hombre, y con quien establece un intenso diálogo, tal como vemos en la última sección del libro, Sobre a Tua Grande Face.

## Estructura de la obra

### Primera parte:Do desejo
En los poemas dispuestos en otro de los poemarios de Hilst, Da Morte. Odes Contínuas, el encuentro con la muerte toma una forma erótica. Hilda parece querer acercarse a la muerte desde la poesía, para llegar a ser plena, como si el encuentro con la muerte fuese un goce que la liberase de la angustia de la dualidad vida-muerte, y esta tentativa de conquista se consigue mediante la palabra. En cambio, en esta primera sección de diez poemas, Do Desejo, vemos el desvío de esa conciencia ante el terror de la muerte, la fuga, el correr obstinado lejos de ella y al mismo tiempo el apego. 
La poesía, hecha una forma de existencia en el mundo, se convierte en el medio de expresión que trae a la superficie lo que habría en lo profundo de la vivencia afectiva e intelectual de un sujeto en busca de la constitución de su propia identidad. Una identidad siempre trazada en contacto y en conflicto con inaccesibles alteridades. La relación sexual con un amante presente representa la primera experiencia en el itinerario del poemario, y simboliza el cobijo de la angustia provocada por la conciencia de la dualidad vida-muerte. La entrega a un deseo que no alcanza la plenitud, sino que nos hace sentir la existencia al mismo tiempo en que se muestra la misma como efímera.

### Segunda parte:Da noite
También compuesto por una secuencia de diez poemas, Da noite guarda muchos puntos en común con Do desejo. En esta parte se radicaliza la visión del amado en nombre de un amor metafísico. Al hablar de la noche en el título, utilizando el mismo esquema que en el título de la parte anterior, se nos indica una reflexividad del discurso, y una posible analogía entre el espacio vital del día, y la cercanía de la muerte en la noche.

### Tercera parte:Amavisse(incluyendoVia espessayVia vazia)
En la tercera sección del libro, Amavisse (del latín: "haber amado"), la poeta se encuentra solo consigo misma y, si en los primeros poemas de esta parte la voz poética aparece alabando la poesía y rogando “llévame contigo. En el mañana”, al final de esta parte termina “astillada, preñada de soledad”. La palabra depende del cuerpo para ser dicha y de otro para ser oída. Es decir, tanto el deseo como la palabra son dependientes de complementos, ambos poseen parentesco en la falta, no están completos, como las astillas, como la voz poética. En el momento mismo que sacia el deseo y que expone la palabra, la poeta pierde: “Por perder el mundo / Me separo de mí. Por el Absurdo”

### Cuarta parte:Alcoólicas
En Alcoólicas, la penúltima sección y formada por nueve partes numeradas por cifras romanas, la poeta aparece en un encuentro vigoroso y embriagador con la Vida. El alcohol representará la vía de acceso al ser, al mundo, al Todo, después de que ambas, la poeta y la Vida, se sientan a la mesa “ante el coraje de la bebida”. Un encuentro intenso con la Vida, como una amiga, para que la existencia de la poeta sea marcada en el recuerdo de la Vida, cuando esta se aleje. Además, en esta parte hay una interrogativa existencial constante y la voz poética se enfrenta a los límites de la razón vislumbrando que el discurso, medio habitual para el esclarecimiento, se muestra del todo insuficiente ante la dinámica y los misterios de la existencia.

### Quinta parte:Sobre a tua grande face
En Sobre a Tua Grande Face, el poema más antiguo de la colección, escrito entre 1985 y 1986, vemos los poemas más largos de toda la obra. Existe en esta parte una interlocución con una segunda persona identificada con Dios (el “sin-nombre” en el poemario), con el cual se establece un diálogo de seducción. La voluntad de que la expresión ante Dios se convierta en comunicación, pasa a reflejar abiertamente un deseo de trascendencia, de contacto con el otro en el plano de una imaginaria comunión que supere los límites de lo terreno, del entendimiento o del universo material.

### Otros artículos
- Cartas de un seductor
- El cuaderno rosa de Lori Lamby
- Hilda Hilst
- La obscena señora D

- Datos: Q52990231